# 椎橋隆幸
椎橋 隆幸（しいばし たかゆき、1946年〈昭和21年〉10月21日 - ）は、日本の法学者。専門は、刑事訴訟法・少年法・裁判法。学位は、博士（法学）（中央大学・論文博士・1994年）。中央大学・警察大学校名誉教授。日本被害者学会元理事長。弁護士（寺本法律会計事務所）。2025年、瑞宝中綬章受章。

## 学歴
1969年中央大学法学部法律学科卒業。1971年一橋大学大学院法学研究科公法専攻修士課程修了、1972年一橋大学大学院法学研究科公法専攻博士課程中退。指導教官は鴨良弼。1994年学位論文「刑事弁護・捜査の理論」で中央大学より博士（法学）の学位を取得。

## 職歴
1972年鹿児島大学法文学部助手、73年専任講師、1976年助教授、1978年中央大学法学部専任講師、1979年助教授、1982年教授。1996-99年中央大学日本比較法研究所長、1999-2003年中央大学法学研究科委員長、2004年中央大学大学院法務研究科教授、2008年中央大学副学長、2011年学校法人中央大学理事、中央大学法科大学院研究科長、2017年中央大学を定年退職、名誉教授。
1989年中国刑事警察学院客員教授、1992年オーストラリア国立大学法学部客員教授、1995年エクス＝マルセイユ大学第三大学客員教授
1996-1999年、2003年日本刑法学会理事、2003年警察政策学会理事、2008年裁判員制度の運用等に関する有識者懇談会委員（座長（2009-））、2010年日本被害者学会理事長、2020年全国被害者支援ネットワーク理事長。法制審議会刑事法部会長代行、司法試験第二次試験考査委員、文部省法学教育の在り方等に関する調査研究協力者会議委員、杏林大学外部評価委員会委員等も歴任している。

## 主著

### 単著
- 『刑事弁護・捜査の理論』（信山社出版、1993年）

### 編著
- 『ブリッジブック刑事裁判法』（信山社、2007年）

### 共著
- 『基本問題刑事訴訟法』（編者）（酒井書店、2000年）
- 『プライマリー刑事訴訟法』（編者）（不磨書房・信山社出版、2005年）
- （高橋則夫）・（川出敏裕）『わかりやすい犯罪被害者保護制度』（有斐閣、2001年）
- 酒巻匡編『ジュリストブックス Q&A平成19年犯罪被害者のための刑事手続関連法改正』（有斐閣，2008年）